# Stara Pazova
Stara Pazova (in serbo Стара Пазова?,  in ungherese Ópázova), è una città e una municipalità del distretto della Sirmia nel sud della provincia autonoma della Voivodina.

## Sobborghi
Stara Pazova comprende i seguenti sobborghi in aggiunta al territorio della città vera e propria: 
- Belegiš
- Vojka
- Golubinci
- Krnješevci
- Nova Pazova
- Novi Banovci
- Stari Banovci
- Surduk